# Puffinus heinrothi
La pardela de Heinroth (Puffinus heinrothi) es una especie de ave procelariforme de la familia Procellariidae endémica de las islas Salomón y Bismarck. Está cercanamente emparentada con la pardela chica y la pardela de Audubon (anteriormente se consideraba una subespecie de esta última). Se diferencia de ellas por su característico pico largo y estrecho, y el color pardo del plumaje de sus partes inferiores.

## Descripción
La pardela de Heinroth mide alrededor de 27 cm de largo. Su plumaje es casi en su totalidad de color pardo oscuro, salvo una lista grisácea estrecha bajo las alas, aunque algunos individuos tienen el vientre blanquecino.

## Distribución
Esta especie está confinada en los mares que circundan las islas Bismarck y las islas Salomón septentrionales. No se conoce la ubicación de sus colonias de cría, pero los avistamientos de individuos (incluidos polluelos recién emplumados) en Bougainville y Kolombangara indican que crían allí, probablemente en lo alto de las montañas (una suposición basada en el comportamiento reproductor de sus parientes). 